# Света гора (хълм)
Вижте пояснителната страница за други значения на Света гора.
Света гора е хълм и парк във Велико Търново.
През Второто българско царство е духовно и книжовно средище в средновековния Търновград. Днес в подножието на хълма Света гора е разположен едноименният съвременен квартал „Света гора“.

## История
На хълма са се намирали няколко манастира. Сред тях е манастирът „Св. Богородица Одигитрия“, в който патриарх Евтимий Български основава Търновската книжовна школа. В местността „Устието“ са се намирали няколко манастира.
Алексиев през 2002 г. в статията си описва 16 манастира, които вероятно съставлявали Търновската Света гора. През 2004 г. Овчаров описва над 20 манастира в хинтерланда на Търновград, т.е. на подчинение на Търновската митрополия.

## Съвремие
През османското владичество хълмът е бил място за отдих, където са устройвани панаири и други забавления. В началото на XX век е превърнат в парк, имало е и виенско колело с височина 25 метра.